# Amolops chunganensis
Amolops chunganensis és una espècie de granota pertanyent a la família dels rànids que habita a la Xina (Shanxi, Gansu, Sichuan, Guizhou, Zhejiang, Hunan, Fujian, Guangxi i Guangdong) i el Vietnam. i que està amenaçada d'extinció per la destrucció de l'hàbitat.